# Carbajal de Abajo
Carbajal de Abajo är en ort i Mexiko.   Den ligger i kommunen Cusihuiriachi och delstaten Chihuahua, i den nordvästra delen av landet, 1 300 km nordväst om huvudstaden Mexico City. Carbajal de Abajo ligger 2 210 meter över havet och antalet invånare är 121.
Terrängen runt Carbajal de Abajo är platt söderut, men norrut är den kuperad. Terrängen runt Carbajal de Abajo sluttar söderut. Runt Carbajal de Abajo är det mycket glesbefolkat, med 4 invånare per kvadratkilometer. Närmaste större samhälle är Campo Número Uno B, 15,5 km nordost om Carbajal de Abajo. Omgivningarna runt Carbajal de Abajo är i huvudsak ett öppet busklandskap.